# Coxicerberus arenicola
Coxicerberus arenicola är en kräftdjursart som beskrevs av Claude Chappuis och Delamare-Deboutteville 1952. Coxicerberus arenicola ingår i släktet Coxicerberus och familjen Microcerberidae. Inga underarter finns listade i Catalogue of Life.